# Papyrussernes Villa
Papyrusernes Villa (Villa dei Papiri) i Herculaneum var et af de største private biblioteker i det tidlige romerske kejserrige. Man antog, at det var blevet ødelagt under Vesuvs udbrud, men det blev genfundet i 1752, hvor indholdet i biblioteket var forkullet. Ved brug af moderne teknologi er skriftrullerne for tiden ved at blive rullet forsigtigt ud, og skriften bliver læst.
"Papyrusernes Villa", er nu blevet identificeret som residens for Lucius Calpurnius Piso Caesoninus, Julius Cæsars svigerfar. Villaen ligger helt nede ved stranden og dækker fire terrasser, hvoraf én skal have huset biblioteket i Herculaneum. Piso, en litterær mand, som elskede poesi og filosofi, var en samlende figur for andre, der holdt af disse to fag. Han byggede et af de fineste biblioteker for sin tid. Skriftruller og papyruser fra villaen er siden 1800-tallet samlet i Nationalbiblioteket i Napoli. Villaen blev fundet i 1752, og ca 1.800 skriftruller fra bibliotekets græske samling; den latinske samling er endnu ikke fundet. (Romerne havde for vane at holde græske og latinske skriftruller adskilt i separate biblioteker.) Takket være Vesuvs udbrud er dette det eneste bibliotek fra antikken, der har overlevet til vor tid.  Skriftrullerne er forkullede, vædet med vulkansk mudder og trykket sammen, så kun et fåtal kan læses. Med teknologi fra NASA har man alligevel kunnet læse brudstykker af de ødelagte skriftruller. Infrarødt lys har gjort det muligt at tyde blækket. Brigham Young University står i dag for den højteknologiske fotografering af materialet. . 
Skriftrullerne fra "Papyrusernes Villa" indeholdt bl.a. ukendte tekster af den hedonistiske filosof Epikur.